# آبرالية مدرعة
آبرالية مدرعة (باللاتينية: Abralia armata) هي نوع من الإنوبلوتوثتيات رأسيات القدم، موطنها مياه إندونيسيا، والفلبين. وتنمو لها قشرة بطول يصل حتى 2 سم.